# Borvattnet
Borvattnet är en sjö i Åre kommun i Jämtland och ingår i Indalsälvens huvudavrinningsområde. Borvattnet ligger i Vålådalen Natura 2000-område.